# M Countdown
M Countdown (엠 카운트다운?) è un programma televisivo musicale sudcoreano trasmesso da Mnet live ogni giovedì nel pre-serale dal 29 luglio 2004. Il programma presenta alcune performance live dei cantanti più famosi del momento. Le puntate sono presentate da uno o due presentatori fissi, accompagnati da un altro ospite settimanale. Va in onda non solo in Corea del Sud, ma anche in Cina, Hong Kong, Giappone, Filippine, Stati Uniti, Taiwan, Malesia e Singapore.

## Conduttori
- Tony An e Shin So-yul (10 marzo 2011-23 agosto 2012)
- Lee Hong-ki (30 agosto 2012-13 dicembre 2012)
- Kim Woo-bin (15 agosto 2013-13 febbraio 2014)
- Ahn Jae-hyun e Jung Joon-young (27 febbraio 2014-20 novembre 2014)
- Lee Jung-shin, Key, BamBam e Park Jin-young (1994) (19 marzo 2015-3 marzo 2016)
- Lee Jung-shin e Key (17 marzo 2016-8 settembre 2016)
- Key (22 settembre 2016-13 aprile 2017)
- Lee Dae-hwi e Han Hyun-min (4 aprile 2019-4 febbraio 2021)
- Mi-yeon e Nam Yoon-soo (18 febbraio 2021-19 gennaio 2023)
- Mi-yeon e Joohoney (23 febbraio 2023-10 luglio 2023)
- Mi-yeon (27 luglio 2023-31 agosto 2023)
- Mi-yeon e Sung Han-bin (7 settembre 2023-16 novembre 2023)
- Sung Han-bin (23 novembre 2023-4 gennaio 2024)
- Sung Han-bin, Sohee e Myung Jae-hyun (11 gennaio 2024-presente)

### Presentatori speciali
- Lizzy (15 marzo 2012)
- Kang Min-hyuk e Lee Jung-shin (29 marzo 2012)
- Lee Min-woo e Jun Jin (5 aprile 2012)
- Bora (19 aprile 2012)
- Park Geonil e Shin Dongho (3 maggio 2012)
- Lee Sung-jong (21 giugno 2012)
- Nana (5 luglio 2012)
- Im Si-wan (12 luglio 2012)
- Wooyoung (19 luglio 2012)
- Hwang Kwanghee (26 luglio 2012)
- Simon Dominic (2 agosto 2012)
- Yoon Doo-joon (9 agosto 2012)
- Lizzy (13 settembre 2012)
- Suzy (15 novembre 2012)
- Sandeul e Baro (13 dicembre 2012)
- Jang Dong-woo e Hoya (20 dicembre 2012)
- Yuri e Hyoyeon (3 gennaio 2013)
- Soyou, Kim Dong-hyun, Shim Hyun-seong, Lee Jeong-min, Jo Young-min, Jo Kwang-min e No Min-woo (10 gennaio 2013)
- John Park e So-hyun (17 gennaio 2013)
- Lee Sung-yeol e Lee Sung-jong (24 gennaio 2013)
- Park Hyung-sik e Kim Dong-jun (31 gennaio 2013)
- Soyou e Dasom (7 febbraio 2013)
- Nana e Raina (14 febbraio 2013)
- Jae-kyung, Noeul e Seungah (21 febbraio 2013)
- Onew, Minho, Jonghyun, Lee Taemin e Key (28 febbraio 2013)
- Chunji, L.Joe e Niel (7 marzo 2013)
- Sojin, Minah, Hyeri, RiSe e Sojung (14 marzo 2013)
- Lee Hae-ri, Kang Min-kyung, Key, Jonghyun, Chunji e Niel (21 marzo 2013)
- Hoya, Sungyeol e Sungjong (28 marzo 2013)
- Kim Woo-bin e Jo Bo-ah (4 aprile 2013-11 aprile 2013)
- Yim Siwan, Hyungsik e Dongjun (18 aprile 2013)
- Tony Ahn e Onew (25 aprile 2013)
- Onew, Taemin e Key (2 maggio 2013)
- Hyoseong e Jieun (9 maggio 2013)
- Jin-young e Baro (16 maggio 2013)
- Minwoo, Hyesung e Jun Jin (23 maggio 2013)
- Minwoo e Jun Jin (30 maggio 2013)
- Lee Joon, Thunder, Woori e Hyun Young (13 giugno 2013)
- Lizzy e Kaeun (20 giugno 2013)
- Jaekyung e Seungah (27 giugno 2013)
- Hyuna, So-hyun e Gayoon (4 luglio 2013)
- Soyou, Bora, Minah e Hyeri (13 luglio 2013)
- Minah, Sojin, Yura e Hyeri (25 luglio 2013)
- Sulli e Park Chan-yeol (1º agosto 2013)
- Narsha e Miryo (8 agosto 2013)
- Chunji e Niel (5 settembre 2013)
- Yim Siwan e Dongjun (12 settembre 2013)
- Jung Joon-young (10 ottobre 2013)
- Jung Joon-young e Jonghyun (17 ottobre 2013)
- Hyungsik (7 novembre 2013)
- JB e Park Jin-young (1994) (20 febbraio 2014)
- JB, Park Jin-young (1994) e Jackson Wang (25 dicembre 2014)
- Lizzy (22 gennaio 2015)
- Kyungri e Dongjun (29 gennaio 2015)
- Dongjun (5 febbraio 2015)
- So-hyun e Ga-yoon (12 febbraio 2015)
- Park Jin-young (1994) e BamBam (19 febbraio 2015)
- L, Nam Woo-hyun e Sujeong (23 aprile 2015)
- Suho (4 giugno 2015)
- JB, Yugyeom, Nayeon e Jihyo (7 gennaio 2016)
- Nayeon e Jihyo (28 gennaio 2016)
- AOA Cream (10 marzo 2016)
- Yerin (GFriend) e Rowoon (SF9) (30 gennaio 2020)